# L'Abominable Vérité
Pour plus de détails, voir Fiche technique et Distribution.
L'Abominable Vérité ou La Vérité toute crue au Québec (The Ugly Truth) est un film américain réalisé par Robert Luketic, sorti en 2009.

## Synopsis
Abby Richter (Katherine Heigl) est productrice d'un magazine télévisé matinal d'information. Elle se retrouve obligée d'engager un pseudo expert en relations humaines, Mike Chadway (Gerard Butler). Ce dernier charme tout le monde et apporte un vent de fraîcheur dans une émission qui avait perdu de l'audience. Tous les collègues de Abby sont sous le charme. La jeune femme est la seule à s'opposer continuellement à Mike. Alors que ce dernier se révèle particulièrement odieux, ses conseils vont cependant avoir des conséquences surprenantes sur la vie sentimentale d'Abby...

## Fiche technique
- Titre original : The Ugly Truth
- Titre français : L'Abominable Vérité
- Titre québécois : La Vérité toute crue
- Pays de production :  États-Unis
- Année : 2009
- Réalisation : Robert Luketic
- Scénario : Nicole Eastman, Karen McCullah Lutz, Kirsten Smith
- Histoire : Nicole Eastman
- Producteur : Kimberly di Bonaventura, Gary Lucchesi (en), Deborah Jelin Newmyer, Steven Reuther, Tom Rosenberg
- Producteur exécutif : Katherine Heigl, Nancy Heigl, Ryan Kavanaugh, Andre Lamal, Karen McCullah Lutz, Eric Reid, Kirsten Smith
- Production : Lakeshore Entertainment et Relativity Media[1]
- Distribution : 
  -  États-Unis : Columbia Pictures
  -  Royaume-Uni : Sony Pictures Releasing
  -  France : Sony Pictures Releasing France
- Directeur de production : Steve Demko
- Superviseur post-production : Ted Gidlow
- Direction artistique : William Hawkins
- Musique : Aaron Zigman
- Photographie : Russel Carpenter
- Montage : Lisa Zeno Churgin
- Décors : Missy Stewart
- Costumes : Betsy Heimann
- Maquillage : Tania McComas[2]
- Langue : anglais
- Format : Couleur - 2.35 : 1 - 35mm - Dolby Digital - DTS
- Genre : Comédie romantique
- Durée :   96 minutes
- Dates de sortie : 
  - États-Unis et Canada : 24 juillet 2009
  - France : 26 août 2009
- Budget[3] : 
  - 38 000 000 $ US
  - 27 500 000 €
  - 23 800 000 £
- Recette : 
  -  États-Unis : 88 915 214 $ US[4]
  -  Mondial : 205 298 907 $ US[5]

## Distribution
- Katherine Heigl  (VF : Charlotte Marin) (VQ : Mélanie Laberge) : Abby Richter
- Gerard Butler (VF : Boris Rehlinger) (VQ : Louis-Philippe Dandenault) : Mike Chadway
- Bree Turner  (VF: Véronique Desmadryl) (VQ : Stéfanie Dolan) : Joy
- Eric Winter  (VF: Mathias Kozlowski) (VQ : Jean-François Beaupré) : Colin
- Nick Searcy (VF : Jean-Luc Kayser) VQ : Jean-Luc Montminy) : Stuart
- Jesse D. Goins (VQ : Marc-André Bélanger) : Cliff
- Cheryl Hines (VF : Danièle Douet) (VQ : Hélène Mondoux) : Georgia
- John Michael Higgins  (VF : Nicolas Marié) (VQ : François Sasseville) : Larry
- Noah Matthews (VQ : Samuel Jacques) : Jonah
- Bonnie Somerville (VQ : Nadia Paradis) : Elizabeth
- John Sloman : Bob
- Yvette Nicole Brown (VQ : Isabelle Leyrolles) : Dori
- Adam Harrington (VQ : Antoine Durand) : Jack Magnum
- Craig Ferguson (VQ : Patrick Chouinard) : Lui-même
- Nate Corddry (VQ : Sébastien Reding) : Josh
- Allen Maldonado : Duane
- Steve Little : Steve
- Dan Callahan : Rick
- Tess Parker : Bambi
- Arielle Vandenberg : Candi
- Kevin Connolly (VQ : Nicolas Charbonneaux-Collombet) : Jim
- Rocco DiSpirito : Guest Chef
- Valente Rodriguez (en) : Javier
- Jamison Yang : KPQU Big Wig
- Blake Robbins : KPQU Big Wig
- Austin Winsberg : KPQU Joe
- Tom Virtue : Balloon Pilot
- J. Claude Deering : Drunk Guy
- Alexis Krause : Cute Brunette
- Caleb De Oliveira : Kid
- Jade Marx : Hostess
- Lenny Schmidt : Waiter
- Mimi Michaels : Female Fan
- Donnie Smith : Boyfriend
- Kate Mulligan : Waitress
- Earl Carroll : Security Guard
- Marc D. Wilson : Bell Man
- Nathan Potter : Waiter #2
- Jeff Newburg : KPQU Production Assistant
- Ryan Surratt : Bartender
- Vicki Lewis : Saleswoman
- David Lowe : Cameraman
- Yolanda Pecoraro : Sexy Woman
- Brooke Stone : Karen
- Stephanie Mace : TV Production Assistant
- Bob Morrissey : Harold
- Holly Weber : Chef Megan

## Lieux de tournage
Le pont de Foresthill, en Californie, est vu dans le film.